# 奥利亚尼科
奥利亚尼科（義大利語：Oglianico），是意大利都灵省的一个市镇。总面积6平方公里，人口1443人，人口密度240.5人/平方公里（2009年）。ISTAT代码为001170。